# Hågerup Å
Hågerup Å är ett vattendrag i på ön Fyn  i
Danmark. Ån, som är en biflod till Odense Å, ligger i Region Syddanmark, 
150 km väster om Köpenhamn. Hågerup Å ingår i  Natura 2000 området "Odense Å".
Trakten ingår i den hemiboreala klimatzonen. Årsmedeltemperaturen i trakten är 7 °C. Den varmaste månaden är juli, då medeltemperaturen är 18 °C, och den kallaste är januari, med −4 °C.